# Dmitrij Łapikow
Dmitrij Walentinowicz Łapikow (ros. Дмитрий Валентинович Лапиков; ur. 4 czerwca 1982 w Królewcu) – rosyjski sztangista, wicemistrz świata, brązowy medalista mistrzostw Europy.
W 2008 roku zdobył brązowy medal podczas igrzysk olimpijskich w Pekinie w kategorii do 105 kg (pokonał Marcina Dołęgę masą ciała). Medal ten został mu jednak po latach odebrany z powodu dopingu. Pozbawiono go także srebrnego medalu zdobytego na mistrzostwach świata w Goyang w 2009 roku i złota zdobytego podczas mistrzostw Europy w Kazaniu w 2011 roku.
Ponadto zdobył srebrny medal mistrzostw świata w Santo Domingo (2006) i brązowy na mistrzostwach Europy w Strasburgu.

## Osiągnięcia
| Rok  | Zawody               | Miasto        | Miejsce | Kategoria | Wynik  |
| ---- | -------------------- | ------------- | ------- | --------- | ------ |
| 2006 | Mistrzostwa świata   | Santo Domingo | 2       | do 105 kg | 414 kg |
| 2007 | Mistrzostwa Europy   | Strasburg     | DSQ     | do 105 kg | 402 kg |
| 2008 | Igrzyska olimpijskie | Pekin         | DSQ     | do 105 kg | 420 kg |
| 2009 | Mistrzostwa świata   | Koyang        | DSQ     | do 105 kg | 416 kg |
| 2011 | Mistrzostwa Europy   | Kazań         | DSQ     | +105 kg   | 419 kg |